# Les Camarades (film)
Pour les articles homonymes, voir Les Camarades.
Pour plus de détails, voir Fiche technique et Distribution.
Les Camarades (I compagni) est un film italo-franco-yougoslave réalisé par Mario Monicelli, sorti en 1963.

## Synopsis
Le film raconte l'histoire de l'une des premières grèves, très dure, menée par des ouvriers d'une usine de textile à Turin en 1905.

## Fiche technique
- Titre français : Les Camarades
- Titre original : I compagni
- Réalisation : Mario Monicelli
- Scénario : Mario Monicelli, Agenore Incrocci et Furio Scarpelli
- Production : Franco Cristaldi
- Musique : Carlo Rustichelli
- Photographie : Giuseppe Rotunno
- Montage : Ruggero Mastroianni
- Décors : Mario Garbuglia
- Costumes : Piero Tosi
- Pays de production :  Italie -  France -  Yougoslavie
- Format : Noir et blanc - 35 mm - 1,85:1 - Mono
- Genre : Drame politique
- Durée : 125 minutes
- Dates de sortie : 
  - Italie : 25 octobre 1963
  - France : 5 janvier 1966

## Distribution
- Marcello Mastroianni  (V.F : Roland Menard) : Le Professeur Sinigaglia
- Renato Salvatori  (V.F :  Marcel Bozzuffi) : Raoul
- Gabriella Giorgelli : Adele
- Folco Lulli : Pautasso
- Bernard Blier : Martinetti
- Raffaella Carrà : Bianca
- François Périer : Maestro Di Meo
- Vittorio Sanipoli : Baudet
- Mario Pisu : le directeur
- Kenneth Kove : Luigi
- Annie Girardot : Niobe
- Edda Ferronao : Maria
- Anna Di Silvio : Gesummina
- Roberto Diamanti
- Elvira Tonelli : Cesarina
- Giampiero Albertini : Porro
- Antonio Di Silvio : Pietrino
- Franco Ciolli : Omero
- Bruno Scipioni
- Silvio Anselmo
- Pippo Starnazza : Bergamasco
- Sara Simoni : La femme de Cenerone
- Anna Glori : Madame Cravetto
- Enzo Casini : Antonio
- Antonio Casamonica : Arro
- Gino Manganiello : l'Oncle Spartaco
- Giuseppe Marchetti
- Fred Borgognoni
- Giuseppe Cadeo : Cenerone
- Piero Lulli
- Giulio Bosetti
- Pippo Mosca : Omero

## Appréciation critique
« Cet ouvrage est à la fois un document, une chronique et une épopée dans la tradition des grands films révolutionnaires. Les faits, ce sont la misère, l'insécurité, le chômage, le froid (on est en hiver), et ce que ceux-ci entraînent : la colère, la lutte - notamment pour obtenir une journée de treize heures (au lieu de quatorze heures), la brève espérance, le désespoir, l'échec. Ce sont également les conflits internes divisant provisoirement les travailleurs, puis leur solidarité face à l'injustice, aux sanctions de tous ordres, et cet immense élan de fraternité qui les unit le matin où l'un d'eux, le plus jeune, tombe assassiné.[...]
Des hommes souffrent, travaillent, se révoltent et meurent sous nos yeux. Images du passé dont on découvre la portée universelle et qui soudain nous rappellent le présent, c'est-à-dire les conditions, les relations et les contradictions d'un monde évoqué trop rarement à l'écran. »

— Yvonne Baby, Le Monde, 12 janvier 1966

## Distinctions

### Nomination
- Nomination aux Oscars 1964 dans la catégorie: meilleur scénario

### Récompense
- Ruban d'Argent du Meilleur second rôle pour Folco Lulli
- Prix du meilleur film au Festival international du film de Mar del Plata en 1964[2].

### Revue de presse
- Michel Mortier, « Les Camarades », Téléciné no 127, Paris, Fédération des Loisirs et Culture Cinématographique (FLECC), janvier-février 1966, p. 53,  (ISSN 0049-3287)